# IOS 16
iOS 16是蘋果公司針對其iPhone系列產品而開發的iOS流動作業系統的第16個主要版本，于2022年6月7日的WWDC上发布，成为iOS 15的继任者。
第一個公開測試版於2022年7月12日釋出。 iOS 16的正式版本於2022年9月13日釋出。
由於iOS 16並沒有為第七代iPod Touch提供系統更新，因此iOS 16或之後的iOS版本均只適用於iPhone系列產品。

## 系統特點

### 锁定屏幕
- 可自定义锁定屏幕。
- 可以随时设定多个锁定屏幕。
- 支持全屏专辑封面。

### 称谓变更
- 简体中文和繁体中文界面中，iOS 16首次将对用户的称谓由一直以来的“您”、“您的”改写成现在的“你”、“你的”，而在部分第三方应用程式仍然保持着“您”、“您的”称谓。在首次使用系统时，在同一屏幕的协约对话中，可以同时看到“你”与“您”两种不同的称谓称呼用户。称谓的变更暂时无任何资料说明原因。

### 优化的专注模式
- 允许用户基于不同的活动状态设定不同的锁定屏幕。
- 专注模式过滤条件可以根据不同的活动状态来过滤应用程序中的内容。比如说，现在Safari可以在“工作”专注模式下只显示与工作相关的标签页；邮件应用程序可以只显示工作联系人发来的消息。
- 除了设定允许的应用程序和联系人之外，现在还可以设定想要静音的应用程序和联系人列表。

### 通知
通知现在显示在锁定屏幕的下方，而非靠上的位置。

### 实时活动
iOS 16在锁定屏幕中加入了实时显示数据的特殊小部件，可以让用户持续关注某个事件，而非被单独的通知淹没。

### 改进听写
在文本听写期间，用户也可以继续使用键盘，不会中断。用户也可以通过听写来插入表情符号。当有停顿时，“自动标点”功能可以自动为段落插入标点。

### 改进实时文本
- 现在可以识别视频中的文本。
- 现在支持日语、韩语、乌克兰语。
- 实况文本快速操作：在照片、视频和相机应用程序中，拨打画面中的电话号码、访问网站、转换货币、翻译语言等，现在更加轻松简单。

### 改进视觉搜索
- 视觉搜索现在能够提取照片中识别到的物件，用户可以将它们拖放到其他应用程序中。

### 改进 Siri
- 现在可以直接在FaceTime或普通通话中对Siri说“嘿Siri，挂断。”来挂断电话。

### 聚焦搜索
- 主屏幕加入了单独的聚焦搜索按钮。输入框现在从屏幕上方移到了键盘上方，方便单手使用。
- 现在可以搜索信息、备忘录、文件等应用程序中的图像。
- 现在可以进行诸如“启动计时器”或是“运行快捷指令”等快捷操作。

### 翻译
- 用户现在可以使用相机翻译所有实时识别到的文本。
- 支持土耳其语、泰语、越南语、波兰语、印度尼西亚语、以及荷兰语。

### 改进辅助功能
- 门检测：利用摄像头为视障人士检测前方的门及其开关状态，并提示与其的距离。
- 允许用户按下侧边按钮挂断电话。

### Wi-Fi 网络改进
验证自己的面容 ID 与触控 ID 后，用户可以查看已连接 Wi-Fi 的密码。

### 横向面容 ID
部分iPhone可以在手机横向时使用面容 ID。

### 键盘
现在可以为键盘开启振动反馈。

### 遊戲控制器支持
iOS 16、iPadOS 16和tvOS 16现在支持连接任天堂Switch的Joy-Con和Pro 控制器。

### 增强现实
全新的RoomPlan框架将允许应用程式使用iPhone 12 Pro与iPhone 12 Pro Max引入的激光雷达扫描仪快速创建房间的3D平面图。

## 應用程式特點

### 訊息
- 已傳送的訊息可以在15分鐘內編輯，也可以在2分鐘內刪除。
- 能夠將整個討論標記為未讀。
- SharePlay現在可以在訊息應用程式中觀看電影或與朋友一起聽音樂，而無需他們進行FaceTime通話。
- 30天內恢復已刪除的訊息。
- 協作：能夠邀請某人處理專案，因此每次有人編輯共享文件時，您都會在訊息應用程式的執行緒中收到更新。
- 它適用於iOS應用程式，如檔案、Keynote、Numbers、Pages、Notes、提醒、Safari和旨在利用此協作功能的第三應用程式。
- 在之前傳送或接收的音訊訊息上，使用者可以用手指在聲波圖上滑動，以定位在確切點。
- 能夠向電信運營商報告垃圾短訊。

### FaceTime
實時字幕會自動轉錄FaceTime通話中說的話。

### 郵件
- 郵件可以安排稍後傳送。
- 新傳送的電子郵件可以在十秒鐘內取消。
- 能夠將使用者尚未回覆的訊息放在頂部並設定提醒。
- 改進的搜尋根據他們的訊息內容更正了錯別字。
- 新的豐富連結使電子郵件更上下文和細節一目瞭然。

### 地圖
- 多站式路由現已可用。 可以在路線上新增多個中間站點，最多最多15個站點。 使用者還可以在導航時要求Siri新增一個新的停止點。[10]
- 在運輸途中支付，現在可以計算票價。
- 新的MapKit功能支援環顧四周和詳細的城市體驗。

### 相片
- 照片可以與五個不同的聯絡人從使用者的庫中共享。 這些聯絡人可以自由編輯或刪除共享的照片。
- 有一個新的工具，允許使用者檢測相簿中的重複照片。
- 隱藏和最近刪除的相簿現在受到面容ID或觸控ID的保護。
- 現在可以將過濾器和效果從影象複製到其他影象。
- 可以在影象中搜索某些文字。
- 裁剪照片時，現在有一種桌布格式，該格式將將照片裁剪到與裝置顯示的相同寬高比。
- 自動重複檢測會自動檢測和分組重複的照片或影片。 將保留更高品質的版本，副本的相關資料將合併到保留的照片中。

### 相機
- 在拍攝照片時，有一個按鈕可以切換照片是自動共享到他們的共享照片庫，還是只儲存到他們的個人照片庫。
- 相機應用程式在取景器中內建了實時翻譯功能。

### Safari
- 共享選項卡組：可以與他人共享選項卡組，以便一起處理它們，並實時檢視其他人正在檢視的選項卡。
- 固定標籤：在開啟的標籤檢視中，標籤可以固定在頂部。
- 選項卡組開始頁面：每個選項卡組可以有一個不同的開始頁面，其中包含收藏夾、經常訪問等。
- 擴充套件同步：您可以檢視哪些擴充套件安裝在其他裝置上，並決定將它們安裝在當前裝置上。 安裝它們後，它們在所有裝置上同步，所以只需在它們在所有裝置上啟用它們。
- 網站設定同步：網站設定，如頁面縮放、請求桌面網站、自動使用閱讀器等，可以在所有裝置上同步，因此只需將它們設定在一個自動設定為所有其他裝置上。
- 添加了對AVIF影象格式的支援

### 備忘錄
- 可以直接從鎖定螢幕建立快速註釋。
- 可以使用共享選單在任何應用程式中建立快速筆記。

### 通訊錄
- 現在會自動檢測到重複的聯絡人，使用者可以單獨合併它們。
- 共享聯絡人時，可以選擇單個欄位來僅共享該資訊。
- 可以將聯絡人分組到單獨的列表中，以更好地組織他們，並輕鬆向該列表的所有成員傳送電子郵件。
- 能夠將聯絡人列表匯出到檔案

### 日曆
- 現在可以在日曆的不同日期之間複製和貼上事件。

### 檔案
- 檔案上的新快速操作允許使用者將影像轉換為另一種格式JPEG、PNG、HEIF，並將其大小調整為小、中、大、原始格式。

### 提示
- 提示使用者介面已重新整理。

### 書籍
- 包含讀取設定、搜尋和書籤的工具欄已被放置在底部圖示中的彈出式面板取代，以增加內容的可用空間，並在單手使用手機時更容易訪問。
- 能夠調整行距、字元間距、單詞間距，並激活文字的完整理由。
- 一個新的主題使用原彩顯示根據環境光線自動校準頁面顏色。

### 健康
- 使用者可以新增和管理他們服用的藥物。
- 睡眠階段允許使用者監控Apple Watch檢測到的睡眠階段。

### Apple News
- 新的“我的體育”部分，介紹有關運動隊的亮點、影片和新聞。 使用者可以新增他們最喜歡的運動隊，以便與My Sports一起使用。
- 擴大了當地新聞。
- 新收藏夾組。

### 天氣
- 有關空氣品質、當地預測等詳細資訊的新預測模組。
- 未來10天的每小時預測，下一個小時每分鐘的降水強度。
- 添加了更詳細、更易於理解的互動式圖表，顯示了溫度、風、溼度等時間的確切趨勢。
- 接收政府關於龍捲風、冬季風暴、山洪暴等惡劣天氣事件的通知。

### Fitness
- 即使使用者沒有Apple Watch，該應用程式現在也可用。

### 家居
增加了對家庭自動化新國際標準Matter的支援。

### Apple TV
- iOS 16允許在tvOS 16中跨裝置連線，以便在Apple TV、Apple Watch和iPhone之間獲得新體驗。

## 安全與私隱

### 封閉模式
封閉模式是一種特殊模式，啟動後，透過限制作業系統、應用程式和Web平臺的某些功能，將安全性提高到儘可能高的水準，以保護使用者免受最罕見和最複雜的攻擊。
與許多其他安全功能不同，鎖定模式被視為“極端、可選”模式，不打算由大多數使用者啟動。 相反，它被設計為對先進的惡意軟體和僱傭軍間諜軟體的防禦，如零点击攻击，這些通常特別針對記者、外交官、政治家、活動家、律師和知名商界人士等有影響力的人。

### 通行密匙
通行密匙允許使用者在不使用密碼的情況下對其裝置上實現WebAuthn的服務進行身份驗證。 密碼由手機生成，並透過面容ID或觸控ID授予許可權。 蘋果還有道理，因為通行密匙使用自動填充和Face ID或Touch ID進行生物識別驗證。

### 安全檢查
安全檢查在啟動時重置了iCloud帳戶的人、應用程式和裝置的所有訪問許可權；這旨在幫助那些處於虐待關係中的人。

### 快速安全回應
重要的安全更新現在無需整個作業系統更新即可分發。

### 剪貼簿安全性得到改善
應用程式和網站現在需要許可才能從剪貼簿複製。

### 私人訪問令牌
私人訪問令牌是一種新技術，可以取代CAPTCHA，並幫助識別來自合法裝置和人員的HTTP請求，同時不損害其身份或個人資訊。

### 用作訊息識別的品牌標示
Brand Indicators for Message Identification（BIMI）透過將品牌徽標與電子郵件標題一起顯示，幫助使用者輕鬆驗證品牌傳送的認證電子郵件。

## 支援裝置
由於iOS 16僅支持搭載Neural Engine的晶片（即Apple A11 Bionic晶片以上）的機型，因此iPhone 6S、iPhone 6S Plus、iPhone SE (第一代)、iPhone 7 和 iPhone 7 Plus皆無法升級至iOS 16。這是蘋果自iOS 13以來首次淘汰舊機型更新支援，亦是蘋果自iOS 13以來第二次淘汰部分搭載64位元處理器的手機。。此外，本次更新再沒有支援任何iPod touch型號，因此iPod touch (第七代)無法升級至iOS 16，即代表全線iPod touch均已在蘋果產品線中被完全淘汰。
有關iPad的系統更新，詳見iPadOS 16#支援裝置。
- iPhone 8（此裝置最後一個支援的iOS版本）
- iPhone 8 Plus（此裝置最後一個支援的iOS版本）
- iPhone X（此裝置最後一個支援的iOS版本）
- iPhone XS
- iPhone XS Max
- iPhone XR
- iPhone 11
- iPhone 11 Pro
- iPhone 11 Pro Max
- iPhone SE (第二代)
- iPhone 12 mini
- iPhone 12
- iPhone 12 Pro
- iPhone 12 Pro Max
- iPhone 13 mini
- iPhone 13
- iPhone 13 Pro
- iPhone 13 Pro Max
- iPhone SE (第三代)
- iPhone 14
- iPhone 14 Plus
- iPhone 14 Pro
- iPhone 14 Pro Max

## 版本歷史
iOS 16的第一個開發者測試版在2022年6月7日發佈，第一個公開測試版在2022年7月12日發佈，iOS 16於2022年9月13日正式發佈。
|  | 历史版本 |  | 目前版本 |  | Beta |  | 安全回應 |

| 版本       | 版本詳情                    | 組建       | 日期           | 備註                                                                               |
| ---------- | --------------------------- | ---------- | -------------- | ---------------------------------------------------------------------------------- |
| 16.0       | Developer Beta 1            | 20A5283p   | 2022年6月7日   |                                                                                    |
| 16.0       | Developer Beta 2            | 20A5303i   | 2022年6月23日  |                                                                                    |
| 16.0       | Developer Beta 3            | 20A5312g   | 2022年7月7日   |                                                                                    |
| 16.0       | Re-release Developer Beta 3 | 20A5312j   | 2022年7月12日  |                                                                                    |
| 16.0       | Public Beta 1               | 20A5312j   | 2022年7月12日  |                                                                                    |
| 16.0       | Developer Beta 4            | 20A5328h   | 2022年7月28日  |                                                                                    |
| 16.0       | Public Beta 2               | 20A5328h   | 2022年7月29日  |                                                                                    |
| 16.0       | Developer Beta 5            | 20A5339d   | 2022年8月9日   |                                                                                    |
| 16.0       | Public Beta 3               | 20A5339d   | 2022年8月10日  |                                                                                    |
| 16.0       | Developer Beta 6            | 20A5349b   | 2022年8月16日  |                                                                                    |
| 16.0       | Public Beta 4               | 20A5349b   | 2022年8月16日  |                                                                                    |
| 16.0       | Developer Beta 7            | 20A5356a   | 2022年8月24日  |                                                                                    |
| 16.0       | Public Beta 5               | 20A5356a   | 2022年8月25日  |                                                                                    |
| 16.0       | Developer Beta 8            | 20A5358a   | 2022年8月30日  |                                                                                    |
| 16.0       | Public Beta 6               | 20A5358a   | 2022年8月30日  |                                                                                    |
| 16.0       | Release Candidate           | 20A362     | 2022年9月8日   |                                                                                    |
| 16.0       | 正式版                      | 20A362     | 2022年9月13日  |                                                                                    |
| 16.0.1     | 正式版                      | 20A371     | 2022年9月15日  | 只適用於iPhone 14和iPhone 14 Pro                                                   |
| 16.0.2     | 正式版                      | 20A380     | 2022年9月23日  |                                                                                    |
| 16.0.3     | 正式版                      | 20A392     | 2022年10月11日 |                                                                                    |
| 16.1       | Developer Beta 1            | 20B5045d   | 2022年9月15日  |                                                                                    |
| 16.1       | Public Beta 1               | 20B5045d   | 2022年9月16日  |                                                                                    |
| 16.1       | Developer Beta 2            | 20B5050f   | 2022年9月21日  |                                                                                    |
| 16.1       | Public Beta 2               | 20B5050f   | 2022年9月22日  |                                                                                    |
| 16.1       | Developer Beta 3            | 20B5056e   | 2022年9月28日  |                                                                                    |
| 16.1       | Public Beta 3               | 20B5056e   | 2022年9月29日  |                                                                                    |
| 16.1       | Developer Beta 4            | 20B5064c   | 2022年10月5日  |                                                                                    |
| 16.1       | Public Beta 4               | 20B5064c   | 2022年10月6日  |                                                                                    |
| 16.1       | Developer Beta 5            | 20B5072b   | 2022年10月12日 |                                                                                    |
| 16.1       | Public Beta 5               | 20B5072b   | 2022年10月12日 |                                                                                    |
| 16.1       | Release Candidate           | 20B79      | 2022年10月19日 |                                                                                    |
| 16.1       | 正式版                      | 20B82      | 2022年10月25日 |                                                                                    |
| 16.1.1     | 正式版                      | 20B101     | 2022年11月10日 |                                                                                    |
| 16.1.2     | 正式版                      | 20B110     | 2022年12月1日  |                                                                                    |
| 16.2       | Developer Beta 1            | 20C5032e   | 2022年10月26日 |                                                                                    |
| 16.2       | Public Beta 1               | 20C5032e   | 2022年10月28日 |                                                                                    |
| 16.2       | Developer Beta 2            | 20C5043e   | 2022年11月9日  |                                                                                    |
| 16.2       | Public Beta 2               | 20C5043e   | 2022年11月10日 |                                                                                    |
| 16.2       | Developer Beta 3            | 20C5049e   | 2022年11月16日 |                                                                                    |
| 16.2       | Public Beta 3               | 20C5049e   | 2022年11月17日 |                                                                                    |
| 16.2       | Developer Beta 4            | 20C5058d   | 2022年12月2日  |                                                                                    |
| 16.2       | Public Beta 4               | 20C5058d   | 2022年12月2日  |                                                                                    |
| 16.2       | Release Candidate           | 20C65      | 2022年12月8日  |                                                                                    |
| 16.2       | 正式版                      | 20C65      | 2022年12月14日 |                                                                                    |
| 16.3       | Developer Beta 1            | 20D5024e   | 2022年12月15日 |                                                                                    |
| 16.3       | Public Beta 1               | 20D5024e   | 2022年12月16日 |                                                                                    |
| 16.3       | Developer Beta 2            | 20D5035i   | 2023年1月11日  |                                                                                    |
| 16.3       | Public Beta 2               | 20D5035i   | 2023年1月12日  |                                                                                    |
| 16.3       | Release Candidate           | 20D47      | 2023年1月19日  |                                                                                    |
| 16.3       | 正式版                      | 20D47      | 2023年1月24日  |                                                                                    |
| 16.3.1     | 正式版                      | 20D67      | 2023年2月14日  |                                                                                    |
| 16.4       | Developer Beta 1            | 20E5212f   | 2023年2月17日  |                                                                                    |
| 16.4       | Public Beta 1               | 20E5212f   | 2023年2月18日  |                                                                                    |
| 16.4       | Developer Beta 2            | 20E5223e   | 2023年3月1日   |                                                                                    |
| 16.4       | Public Beta 2               | 20E5223e   | 2023年3月2日   |                                                                                    |
| 16.4       | Developer Beta 3            | 20E5229e   | 2023年3月8日   |                                                                                    |
| 16.4       | Public Beta 3               | 20E5229e   | 2023年3月9日   |                                                                                    |
| 16.4       | Developer Beta 4            | 20E5239b   | 2023年3月16日  |                                                                                    |
| 16.4       | Public Beta 4               | 20E5239b   | 2023年3月16日  |                                                                                    |
| 16.4       | Release Candidate           | 20E246     | 2023年3月22日  |                                                                                    |
| 16.4       | 正式版                      | 20E247     | 2023年3月28日  |                                                                                    |
| 16.4.1     | 正式版                      | 20E252     | 2023年4月8日   |                                                                                    |
| 16.4.1 (a) | 正式版                      | 20E772520a | 2023年5月2日   |                                                                                    |
| 16.5       | Developer Beta 1            | 20F5028e   | 2023年3月29日  |                                                                                    |
| 16.5       | Public Beta 1               | 20F5028e   | 2023年3月31日  |                                                                                    |
| 16.5       | Developer Beta 2            | 20F5039e   | 2023年4月11日  |                                                                                    |
| 16.5       | Public Beta 2               | 20F5039e   | 2023年4月12日  |                                                                                    |
| 16.5       | Developer Beta 3            | 20F5050f   | 2023年4月26日  |                                                                                    |
| 16.5       | Public Beta 3               | 20F5050f   | 2023年4月27日  |                                                                                    |
| 16.5       | Developer Beta 4            | 20F5059a   | 2023年5月3日   |                                                                                    |
| 16.5       | Public Beta 4               | 20F5059a   | 2023年5月3日   |                                                                                    |
| 16.5       | Release Candidate           | 20F65      | 2023年5月10日  |                                                                                    |
| 16.5       | Release Candidate 2         | 20F66      | 2023年5月16日  |                                                                                    |
| 16.5       | 正式版                      | 20F66      | 2023年5月19日  |                                                                                    |
| 16.5.1     | 正式版                      | 20F75      | 2023年6月22日  |                                                                                    |
| 16.5.1 (a) | 正式版                      | 20F770750b | 2023年7月11日  |                                                                                    |
| 16.5.1 (c) | 正式版                      | 20F770750d | 2023年7月13日  |                                                                                    |
| 16.6       | Developer Beta 1            | 20G5026e   | 2023年5月20日  |                                                                                    |
| 16.6       | Public Beta 1               | 20G5026e   | 2023年5月23日  |                                                                                    |
| 16.6       | Developer Beta 2            | 20G5037d   | 2023年6月1日   |                                                                                    |
| 16.6       | Public Beta 2               | 20G5037d   | 2023年6月2日   |                                                                                    |
| 16.6       | Developer Beta 3            | 20G5047d   | 2023年6月16日  |                                                                                    |
| 16.6       | Public Beta 3               | 20G5047d   | 2023年6月17日  |                                                                                    |
| 16.6       | Developer Beta 4            | 20G5058d   | 2023年6月28日  |                                                                                    |
| 16.6       | Public Beta 4               | 20G5058d   | 2023年6月29日  |                                                                                    |
| 16.6       | Developer Beta 5            | 20G5070a   | 2023年7月11日  |                                                                                    |
| 16.6       | Public Beta 5               | 20G5070a   | 2023年7月11日  |                                                                                    |
| 16.6       | Release Candidate           | 20G75      | 2023年7月19日  |                                                                                    |
| 16.6       | 正式版                      | 20G75      | 2023年7月25日  |                                                                                    |
| 16.6.1     | 正式版                      | 20G81      | 2023年9月8日   |                                                                                    |
| 16.7       | Release Candidate           | 20H18      | 2023年9月13日  |                                                                                    |
| 16.7       | 正式版                      | 20H19      | 2023年9月22日  |                                                                                    |
| 16.7.1     | 正式版                      | 20H30      | 2023年10月11日 |                                                                                    |
| 16.7.2     | Release Candidate           | 20H115     | 2023年10月18日 |                                                                                    |
| 16.7.2     | 正式版                      | 20H115     | 2023年10月26日 |                                                                                    |
| 16.7.3     | Release Candidate           | 20H232     | 2023年12月6日  | 只適用於不支援iOS 17及更高版本的iOS裝置, 列表如下: iPhone 8 iPhone 8 Plus iPhone X |
| 16.7.3     | 正式版                      | 20H232     | 2023年12月12日 | 只適用於不支援iOS 17及更高版本的iOS裝置, 列表如下: iPhone 8 iPhone 8 Plus iPhone X |
| 16.7.4     | 正式版                      | 20H240     | 2023年12月20日 | 只適用於不支援iOS 17及更高版本的iOS裝置, 列表如下: iPhone 8 iPhone 8 Plus iPhone X |
| 16.7.5     | Release Candidate           | 20H307     | 2024年1月18日  | 只適用於不支援iOS 17及更高版本的iOS裝置, 列表如下: iPhone 8 iPhone 8 Plus iPhone X |
| 16.7.5     | 正式版                      | 20H307     | 2024年1月23日  | 只適用於不支援iOS 17及更高版本的iOS裝置, 列表如下: iPhone 8 iPhone 8 Plus iPhone X |
| 16.7.6     | Release Candidate           | 20H320     | 2024年2月28日  | 只適用於不支援iOS 17及更高版本的iOS裝置, 列表如下: iPhone 8 iPhone 8 Plus iPhone X |
| 16.7.6     | 正式版                      | 20H320     | 2024年3月6日   | 只適用於不支援iOS 17及更高版本的iOS裝置, 列表如下: iPhone 8 iPhone 8 Plus iPhone X |
| 16.7.7     | 正式版                      | 20H330     | 2024年3月22日  | 只適用於不支援iOS 17及更高版本的iOS裝置, 列表如下: iPhone 8 iPhone 8 Plus iPhone X |
| 16.7.8     | Release Candidate           | 20H343     | 2024年5月8日   | 只適用於不支援iOS 17及更高版本的iOS裝置, 列表如下: iPhone 8 iPhone 8 Plus iPhone X |
| 16.7.8     | 正式版                      | 20H343     | 2024年5月14日  | 只適用於不支援iOS 17及更高版本的iOS裝置, 列表如下: iPhone 8 iPhone 8 Plus iPhone X |
| 16.7.9     | Release Candidate           | 20H348     | 2024年7月24日  | 只適用於不支援iOS 17及更高版本的iOS裝置, 列表如下: iPhone 8 iPhone 8 Plus iPhone X |
| 16.7.9     | 正式版                      | 20H348     | 2024年7月30日  | 只適用於不支援iOS 17及更高版本的iOS裝置, 列表如下: iPhone 8 iPhone 8 Plus iPhone X |
| 16.7.10    | 正式版                      | 20H350     | 2024年8月8日   | 只適用於不支援iOS 17及更高版本的iOS裝置, 列表如下: iPhone 8 iPhone 8 Plus iPhone X |
| 16.7.11    | 正式版                      | 20H360     | 2025年4月1日   | 只適用於不支援iOS 17及更高版本的iOS裝置, 列表如下: iPhone 8 iPhone 8 Plus iPhone X |

## 审查
相比于其他地区用户，中国大陆的iOS在16.1.1版本（2022年11月10日发布）更新后，手机不再默认开启隔空投送，且每次向“所有人”开放隔空投送时只能启用10分钟。系统在中国异见者利用隔空投送传播抗议图片之后增加了该限制。苹果未解释只向中国大陆增加该限制的原因，但是彭博社指出，该限制也将于次年陆续向全球各地推出，作用就是为了“减少不受欢迎的文件分享行为”。
在iOS 16.2正式版中，该项改动已在全球推出。